# Henry Hill
Henry Hill Jr. (New York, 11 giugno 1943 – Los Angeles, 12 giugno 2012) è stato un mafioso e collaboratore di giustizia statunitense.
Dal 1955 al 1980 fu un esponente della famiglia mafiosa dei Lucchese. Dal 1980 decise di collaborare con le autorità dell'FBI, e, grazie alla sua testimonianza, diversi membri della famiglia mafiosa dei Lucchese, tra cui Paul Vario e James Burke vennero condannati per numerosi reati.
La sua vita venne raccontata nel libro Il delitto paga bene (Wiseguy: Life in a Mafia Family), scritto da Nicholas Pileggi. Dal libro, il regista Martin Scorsese ha tratto, nel 1990, il celebre film Quei bravi ragazzi (Goodfellas), nel quale il personaggio di Henry Hill è interpretato dall'attore Ray Liotta (da adulto) e Christopher Serrone (da ragazzo).

## Biografia
Hill nacque a Manhattan, borough di New York, l'11 giugno del 1943, figlio di Henry Hill Sr., un elettricista irlandese, emigrato negli Stati Uniti da bambino, e di Carmela Costa-Hill, una casalinga statunitense, figlia a sua volta di immigrati siciliani. Crebbe con i suoi sette fratelli in una piccola casa a Brownsville, un poverissimo quartiere di Brooklyn, all'epoca abitato prevalentemente da italoamericani.
Fin da piccolo, Henry provava una certa ammirazione per i mafiosi locali che s'incontravano all'altro lato della strada di fronte a casa sua; tra questi c'era Paul Vario, capo della famiglia criminale dei Lucchese. Verso l'età di 10 anni iniziò a fare piccole commissioni presso la casa di Paul.
Il primo arresto avvenne quando tentò di utilizzare una carta di credito rubata per acquistare pneumatici presso un distributore di benzina. Rifiutando di fare rivelazioni alla polizia, si guadagnò il rispetto di un membro della famiglia mafiosa dei Lucchese, Jimmy Burke, che vide nel ragazzo grandi potenzialità. In seguito, il giovane Henry lasciò la scuola per dedicare tutto il suo tempo alla collaborazione con la famiglia criminale. Hill, come del resto lo stesso Burke, non poteva diventare un vero e proprio affiliato della mafia, a causa delle sue origini irlandesi. Tuttavia, fintanto che guadagnavano per la famiglia, senza collaborare con le autorità, la mafia era ben contenta di avere dei membri "esterni" di origine non italiana (o, come nel caso di Henry, parziali).
Nel 1960, Hill si arruolò per tre anni nell'esercito di stanza a Fort Bragg, vicino a Fayetteville (in North Carolina). Fu un membro dell'82ª Divisione Aviotrasportata, ma mantenne per tutto il tempo i contatti con Vario e suoi amici a New York. Hill continuò a "fare affari" durante il servizio militare comprando cibo extra, facendo prestiti sui salari ai suoi commilitoni e comprando sigarette esentasse. Prima di essere congedato, Hill passò 2 mesi in un carcere militare per rissa e furto dell'auto di uno sceriffo.
Nel 1963 tornò a New York, anno che vide l'inizio della fase più importante e conosciuta della sua carriera criminale. Hill e gli amici intimi: Burke, Tommy DeSimone e altri nella banda iniziarono a sequestrare camion e autoarticolati, a vendere merci rubate, a importare e vendere sigarette di contrabbando, dedicandosi anche al prestito a usura e alle scommesse clandestine. Nel 1967 pianificarono una rapina all'Air France, mentre nel 1978 realizzarono il celebre colpo alla Lufthansa, così come furono implicati in molti omicidi legati alla mafia, prevalentemente consistenti nell'eliminazione di complici scomodi o inaffidabili.
Nel 1965, conobbe la sua futura moglie, Karen Freid, una donna di origine ebraica. I due volarono in Nord Carolina, dove venne celebrato un grande matrimonio ebraico, al quale furono invitati molti degli amici gangster. Dopo la nascita di 2 figli, nel 1968, affittarono un appartamento in una casa bifamiliare a Island Park, New York.

### Rottura tra Hill, Vario e Burke
Hill fu rilasciato sulla parola insieme ai sequestratori di camion, Verdetto e Salvateri, dopo aver scontato 6 anni su 10 per una condanna per estorsione. Hill e Burke avevano picchiato e colpito con la pistola un giocatore d'azzardo a Tampa, in Florida, che aveva contratto un importante debito di gioco nei confronti di alcuni loro amici, Luis e Raul Charbonier. Anche Burke fu rilasciato sulla parola, più o meno nello stesso periodo in cui fu rilasciato Hill.
Durante la prigionia Hill aveva preso contatto con uno spacciatore di droga di Pittsburgh, un tale Paul Mazzei, che vendeva droga per aiutare la moglie e i suoi due bambini. Dopo la libertà sulla parola, Vario disse a Hill che era venuto a conoscenza dei suoi traffici durante la detenzione, e di comprendere perché lo aveva fatto, ma intimandogli di smetterla, ora che era fuori.
Vario si opponeva fermamente al traffico di droga nella sua banda, questo perché le pene per questa attività illegale erano così lunghe, che spesso il condannato, pur di ottenere una condanna più lieve, diventava informatore della polizia. Hill aveva iniziato un traffico interstatale di stupefacenti con Mazzei e la possibilità di guadagnare grandi somme di denaro era troppo forte per poter resistere.

### Un proficuo traffico di droga
Iniziò così con la vendita di marijuana, cocaina, eroina e quaalude, guadagnando enormi quantità di denaro. Dopo l'assassinio di molti suoi amici da parte di Burke a seguito del colpo alla Lufthansa, e la morte del suo migliore amico Tommy De Simone, Hill divenne estremamente paranoico.
Hill e Mazzei tentarono di truccare una partita di basket universitario al fine di speculare sulle vincite delle scommesse. Tale tentativo fu posto in atto quando Mazzei convinse Rick Kuhn, del Boston College Center. Kuhn incoraggiò la squadra a partecipare alla truffa, suscitando uno scandalo, quando la vicenda venne resa pubblica. Hill convinse, negli anni settanta, un arbitro della NBA, che aveva maturato grossi debiti di gioco, a truccare le partite.

### L'arresto per traffico di stupefacenti
Nel 1980, fu arrestato con l'accusa di traffico di stupefacenti. L'FBI lo convinse che gli altri membri della famiglia a cui apparteneva stavano progettando di assassinarlo. Vario lo voleva morto a causa della droga, e Burke per evitare che lo indicasse come uno degli autori del furto ai danni della Lufthansa.
Hill ascoltò un'intercettazione nel corso della quale Angelo Sepe e Anthony Stabile non vedevano l'ora di vederlo morto e dicevano a Burke che Henry "non era buono" e che era solo un drogato. Burke rispose che non dovevano preoccuparsi. Pertanto Hill si convinse allora definitivamente a collaborare, quando gli agenti dell'FBI gli mostrarono le registrazioni di una telecamera a circuito chiuso nella quale Burke diceva a Vario che era ormai necessario "fare a pezzi" Henry. Comunque, Hill non era ancora pronto a parlare con gli inquirenti. Mentre si trovava nella sua cella, i poliziotti gli dicevano che il giudice, Ed McDonald, voleva parlargli ma lui gridava "Affanculo voi e il giudice".
Mentre era recluso divenne ancora più paranoico, perché credeva che Burke avesse infiltrato qualcuno dei suoi tra le guardie per ucciderlo. Mentre Karen, la moglie di Henry, era a casa a preoccuparsi per le sorti del marito, continuava a ricevere telefonate dalla moglie di Jimmy Burke, Mickey, che le chiedeva quando Henry sarebbe tornato a casa e se lei avesse bisogno di aiuto.
Quando Henry venne finalmente rilasciato su cauzione, si incontrò con Burke in un ristorante che frequentavano abitualmente. Burke gli disse che si sarebbero rivisti al bar di "Charlie the Jap" che Henry non conosceva e di cui non aveva mai sentito parlare. Henry andò insieme a Karen a casa di Burke e gli chiese l'indirizzo del luogo dove, insieme a Anthony Stabile, avrebbe dovuto uccidere il figlio di Bobby Germaine. Sapeva che andandoci sarebbe morto ma aveva bisogno di denaro.
McDonald, che non voleva correre altri rischi, arrestò Henry come "testimone implicato" nel furto alla Lufthansa. Henry si decise a diventare un collaboratore di giustizia e siglò un accordo con le autorità il 27 maggio 1980. Nel 2011, un mafioso di piccolo calibro, Greg Bucceroni, affermò che dopo l'arresto di Hill, Burke gli offrì dei soldi per eliminare Henry in grande stile ma Bucceroni rifiutò perché non voleva essere coinvolto nell'omicidio. Poco tempo dopo l'arresto di Hill, Burke e altri componenti della famiglia Lucchese vennero arrestati.

### La vita da informatore
Hill divenne il principale accusatore del suo clan per evitare sia il carcere che la vendetta della mafia. Grazie alla sua testimonianza, la magistratura americana poté infliggere 50 sentenze di condanna. Jimmy Burke fu condannato a 20 anni di reclusione per aver tentato di truccare il risultato dei Boston College basketball. In seguito venne condannato all'ergastolo per l'omicidio di Richard Eaton. Burke morì di cancro a 64 anni, il 13 aprile 1996, mentre era ancora in carcere.
Paul Vario venne condannato per estorsione ai danni di alcune compagnie aeree all'aeroporto JFK. Morì a 73 anni, per insufficienza respiratoria, il 3 maggio 1988 nella prigione di Fort Worth. Henry Hill, sua moglie Karen e i loro 2 figli entrarono nel Programma di Protezione Testimoni, cambiarono i loro nomi, venendo trasferiti in diverse località segrete come: Omaha, Independence, Redmond e Seattle.
Confessò inoltre di aver venduto alcune pistole al killer William Joseph Aricò, da lui conosciuto nel carcere di Lewisburg, che le utilizzò per uccidere l'avvocato Giorgio Ambrosoli in Italia, su incarico del banchiere Michele Sindona.

### L'arresto durante il programma di protezione testimoni
Nel 1989, dopo 24 anni di matrimonio, Hill e sua moglie Karen divorziarono. In seguito ai numerosi crimini commessi durante il programma di protezione testimoni, vennero espulsi dal programma nei primi anni novanta. Hill fu arrestato nel 1987 a Seattle per crimini legati alla droga e nel marzo 2005 a Platte in Nebraska. Hill aveva lasciato il suo bagaglio all'aeroporto Lee Bird Field di North Platte in Nebraska; al suo interno fu trovato tutto l'occorrente per la raffinazione della droga, tubi in vetro con residui di cocaina e metanfetamina. Nel settembre del 2005 venne condannato a sei mesi di reclusione.
Grazie alla pubblicità ottenuta, Hill vendeva i suoi quadri su eBay, fu spesso ospite del The Howard Stern Show, lavorò per un certo periodo come chef in un ristorante italiano nel Nebraska e la sua salsa per spaghetti Sunday Gravy era venduta su internet. Per anni combatté l'alcolismo, affermando che fu la prigione a salvargli la vita. Nell'ottobre 2007 aprì a West Haven, nel Connecticut, un ristorante, il Wiseguys. Fu anche il proprietario del ristorante chiamato The Suite.
Henry Hill e lo scrittore Daniel Simone hanno collaborato alla produzione di un libro e di un film intitolati, The Lufthansa Heist, basati sul famoso furto alla Lufthansa nel 1978 al Kennedy Airport. Nell'autunno 2006 apparve in una foto con Ray Liotta per la trasmissione Entertainment Weekly. Fu Liotta a convincerlo ad entrare in un centro di riabilitazione.
Henry Hill, dopo aver vissuto gli ultimi anni a Malibù in California con la sua fidanzata Lisa Caserta, morì a Los Angeles, il 12 giugno 2012, all'età di 69 anni.